# Giornate della storia contemporanea di Braunau
Le giornate della storia contemporanea di Braunau sono un ciclo congressuale iniziato della società per la storia contemporanea che dal 1992 ha luogo annualmente a Braunau am Inn, il villaggio austriaco che diede i natali ad Adolf Hitler. La direzione scientifica viene curata da Andreas Maislinger.
Dopo i congressi "superamento del passato", "la resistenza nelle dittature" e altri temi contemporanei generali, dal 2004 la società ha cominciato a trattare temi riguardanti la regione dell'Innviertel e la confinante Baviera. Nel 2004 venne trattato il tema del "piccolo traffico al confine" fra Salzach e Inn negli anni dal 1933 al 1938.
Dal 23 al 25 settembre 2005 fu analizzata la radice storica del "parlamento di Braunau" del 1705, che ha unito per un breve tempo l'aristocrazia, il clero, la borghesia e i contadini sotto il motto "è meglio morire da bavarese che rovinarsi da austriaco".
Nel 2006 al centro dell'attenzione fu posto Johann Philipp Palm, un libraio di Norimberga assassinato a Braunau nel 1806 per ordine di Napoleone, mentre nel 2007 si ricordò  Egon Ranshofen-Wertheimer, importante esperto di scienze di stato, nato a Ranshofen nel 1894 e morto a New York nel 1957, che fu diplomatico nella Società delle Nazioni e nell'Organizzazione delle Nazioni Unite. 
Nel 2008, in occasione del campionato europeo di calcio in Austria e Svizzera, la diciassettesima giornata della storia contemporanea di Braunau si occupò della "Fascinazione del calcio".

## Temi delle giornate
- 1992 – "Unwanted Heritage": Bautzen, Braunau am Inn, Dachau, Ebensee, Gori, Gurs, Hartheim, Kielce, Mauthausen, Offenhausen, Oświęcim, Predappio, Redl-Zipf, Theresienstadt, Vichy, Weimar, Wunsiedel
- 1993 – "Forbidden Contact": Prigionieri di guerra e lavoratori stranieri
- 1994 – "Shifted Borders": Cose che uniscono e cose che separano
- 1995 – "Necessary betrayal": The Fall Franz Jägerstätter
- 1996 – "Friendly neighbours": La Germania e l'Austria Tedesca
- 1997 – "Go West": Il fascino degli USA dopo il 1945
- 1998 – "Burdened Names": Nomi e politici
- 1999 – "Necessary meetings": albanesi, bosniaci, croati, romeni, serbi
- 2000 – "Separated ways": tedeschi, ebrei, austriaci, cechi
- 2001 – "Distorted Perception": Immagini e realtà della gente Sinti e Roma
- 2002 – "Few righteous ones?": Resistenza e coraggio morale nella dittatura
- 2003 – "Parallel Lives": Braunau am Inn, Broumov, Lavarone
- 2004 – "Small Border Transit": dal 1933 al 1938 fra la Salzach e l'Inn
- 2005 – "Parliament of Braunau": Nobiltà, Clero, Borghesia e Contadini nel 1705
- 2006 – "Involuntary Hero": Johann Philipp Palm
- 2007 – "Peacemakers Manual": Dr. Egon Ranshofen-Wertheimer
- 2008 - "Fascination Football"
- 2009 - "A minimized world - le taverne come luoghi di politica"
- 2010 - "Old city": 750 anni Braunau am Inn